# Calpestamento (ecologia)
In ecologia, il calpestamento (in inglese trampling) è la conseguenza del passaggio degli animali sul terreno.

## Conseguenze
Il calpestamento è un fattore ecologico che influenza la flora e la fauna dell'area sulla quale interviene. Esso può infatti, specie in condizioni di elevata umidità, provocare il compattamento del terreno, rendendolo meno permeabile e riducendo la disponibilità di ossigeno per gli apparati radicali e per gli animali e i microorganismi che vivono al di sotto della sua superficie. Un effetto analogo o anche maggiore rispetto a quello del calpestamento animale può essere dato dall'uso di macchine agricole, anche qui in particolare in condizioni di elevata umidità del suolo. Le aree sistematicamente soggette al calpestamento tendono con il tempo a sviluppare specifiche comunità vegetali ed a selezionare specie, come ad esempio la gramigna o la piantaggine, che mostrano una buona resistenza a questo fattore di disturbo.